# Kintgenshaven
Kintgenshaven is een straatje in het centrum van de Nederlandse stad Utrecht. Kintgenshaven loopt vanaf de Neude en de Schoutenstraat tot de Slachtstraat en de Telingstraat.
Hoewel de straatnaam misschien anders suggereert is er nooit sprake van een scheepshaven hier geweest. In 1465 wordt de naam Geynkenshaven vermeld. De huidige vorm duikt voor het eerst op in 1625 in een vertaling van een werk van Lambertus Hortensius. In zijn oorspronkelijke werk uit 1546 spreekt Hortensius over Rijntkenshaven. De straatnaam is wel zijn eigen leven gaan leiden. Onder meer op de hoek van dit straatje met de Neude bevindt zich een gevelsteen met daarop uitgebeeld het verhaal over Beatrix de Rijke als kindje in een dobberende mand met daarop een balancerende kat.
In de middeleeuwen bestond Kintgenshaven als straatje reeds, mogelijk al omstreeks 1300. Tot de bewoners uit vroegere eeuwen behoren vleeshouwers en aanverwanten die hier op een steenworp afstand woonden van het Grote Vleeshuis aan het Jansveld/ Voorstraat. De aan Kintgenshaven grenzende Slachtstraat herinnert als straatnaam nog aan hun ambacht. Aangrenzend in het oosten lag tot de Reformatie het Minderbroederklooster. Medio 17e eeuw werd de omgeving vernieuwd maar Kintgenshaven en de Slachtstraat bleven intact.
Naar Kintgenshaven werd Kindjeshaven vernoemd, een voormalige Utrechtse crèche aan de Prins Hendriklaan die tijdens de bezetting werd gebruikt om vele Joodse kinderen in veiligheid te brengen.
In de ongeveer 30 meter lange Kintgenshaven bevinden zich enkele monumentale gebouwen.

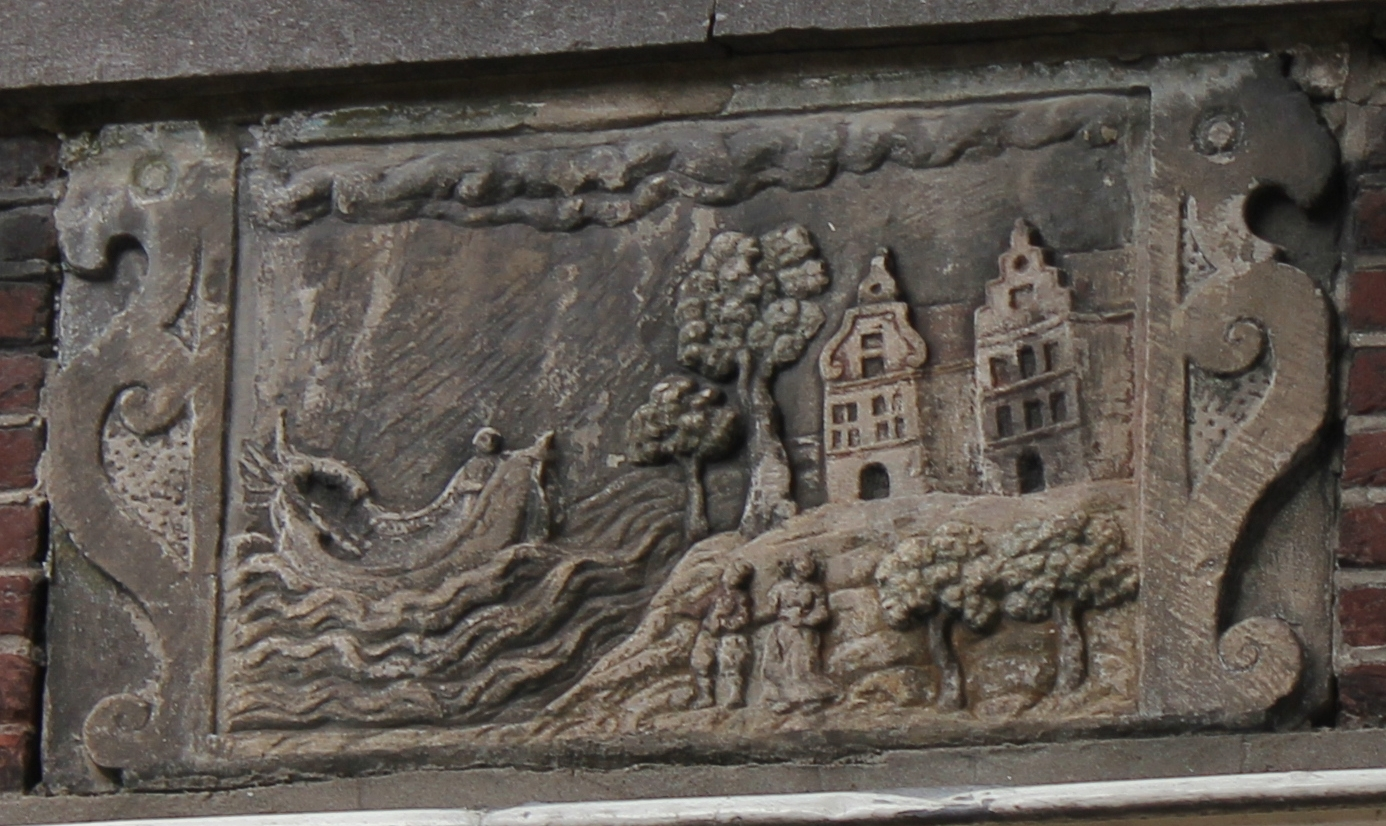
Gevelsteen hoekpand Neude met Kintgenshaven